# Bjarne Ansbøl
Bjarne Amorøe Ansbøl (* 3. Juli 1937 in Kopenhagen) ist ein ehemaliger dänischer Ringer. Er wurde 1962 Vize-Weltmeister im griechisch-römischen Stil im Weltergewicht.

## Werdegang
Bjarne Ansbol wuchs in Ballerup bei Kopenhagen auf und begann beim dortigen Athleten-Klub (AK) DAN mit dem Ringen. Dabei konzentrierte er sich ganz auf den griechisch-römischen Stil. Sein erster großer Erfolg war der Gewinn des dänischen Meistertitels 1958 im Mittelgewicht.
1958 startete er bei der Weltmeisterschaft in Budapest im Weltergewicht. Nach einem Sieg über Nikolaos Timonidis aus Griechenland verlor er anschließend gegen Valeriu Bularca aus Rumänien und Werner Hoppe aus Deutschland. Damit schied er aus und belegte schließlich den 13. Platz. Im Dezember des gleichen Jahres rang er in der dänischen Nationalstaffel bei zwei Länderkämpfen gegen die Tschechoslowakei in Prag und in Hodonin/Mähren. In Prag kam er dabei im Weltergewicht gegen Brejcha aus Pilsen zu einem Punktsieg und in Hodonin rang er gegen den gleichen Gegner unentschieden.
1960 qualifizierte er sich für die Teilnahme an den Olympischen Spielen in Rom. Er startete dort im Weltergewicht. In seinem ersten Kampf unterlag er gegen den Ex-Weltmeister Grigori Gamarnik aus der Sowjetunion, dann rang er gegen Sachihiko Takeda aus Japan unentschieden, besiegte den WM-Dritten von 1958 Valeriu Bularca und verlor gegen Günther Maritschnigg aus Deutschland. Er belegte damit den 9. Platz.
1962 war Bjarne Ansbol auch bei der Weltmeisterschaft in Toledo (USA) am Start. Er rang dort wieder im Weltergewicht, dessen Limit nach einer Gewichtsklassenreform durch die FILA von 73 kg auf 78 kg heraufgesetzt worden war. Er rang in Toledo in seinem ersten Kampf gegen Georg Utz aus Deutschland unentschieden, besiegte dann Sadao Kazama aus Japan und Rudy Williams aus den Vereinigten Staaten, rang dann gegen Dimitar Dobrew aus Bulgarien unentschieden, besiegte Yavuz Selekman aus der Türkei und verlor erst im Endkampf gegen Anatoli Kolessow aus der Sowjetunion. Er wurde damit Vize-Weltmeister.
In den folgenden Jahren konnte er an diesen großen Erfolg nicht mehr anknüpfen. Bei der Weltmeisterschaft 1963 im schwedischen Helsingborg kam er im Weltergewicht auf den 7. Platz, bei der Europameisterschaft 1966 in Essen erreichte er im Mittelgewicht den 8. Platz und bei der Weltmeisterschaft 1967 in Bukarest kam er im Weltergewicht auf den 17. Platz.

## Internationale Erfolge
| Jahr | Platz | Wettbewerb                                   | Gewichtsklasse | Ergebnisse |
| 1958 | 13.   | WM in Budapest                               | Welter         | nach einem Sieg über Nikolaos Timonidis, Griechenland und Niederlagen gegen Valeriu Bularca, Rumänien und Werner Hoppe, Deutschland |
| 1960 | 9.    | OS in Rom                                    | Welter         | nach einer Niederlage gegen Grigori Gamarnik, Sowjetunion, einem Unentschieden gegen Sachihiko Takeda, Japan, einem Sieg über Valeriu Bularca und einer Niederlage gegen Günther Maritschnigg, Deutschland                                                             |
| 1962 | 2.    | WM in Toledo/USA                             | Welter         | nach einem Unentschieden gegen Georg Utz, Deutschland, Siegen über Sadao Kazama, Japan und Rudy Williams, USA, einem Unentschieden gegen Dimitar Dobrew aus Bulgarien, einem Sieg über Yavuz Selekman, Türkei und einer Niederlage gegen Anatoli Kolessow, Sowjetunion |
| 1963 | 7.    | WM in Helsingborg                            | Welter         | nach einer Niederlage gegen Rudolf Vesper, DDR, einem Unentschieden gegen Matti Laakso, Finnland, einem Sieg über Dimitrios Savas, Griechenland und einer Niederlage gegen Fahrettin Cankaya, Türkei                                                                   |
| 1963 | 4.    | Nordische Meisterschaft in Oslo              | Welter         | hinter Matti Laakso, Harald Barlie, Norwegen und Lars Söderlund, Schweden |
| 1965 | 2.    | Nordische Meisterschaft in Uleaborg/Schweden | Mittel         | hinter Stig Persson, Schweden, vor Hakon Överby, Norwegen |
| 1966 | 8.    | EM in Essen                                  | Mittel         | nach einer Niederlage gegen Venko Zinzarow, Bulgarien, einem Unentschieden gegen Werner Hoppe, einem Sieg über Rudolf Kobelt, Schweiz und einer Niederlage gegen Stig Persson                                                                                          |
| 1967 | 17.   | WM in Bukarest                               | Welter         | nach Niederlagen gegen Jimmy Martinetti, Schweiz und Wiktor Igumenow, Sowjetunion |

## Dänische Meisterschaften
Bjarne Ansbøl wurde 1962, 1963 und 1967 dänischer Meister im Weltergewicht und 1958, 1965, 1966, 1969, 1970 und 1971 im Mittelgewicht
Erläuterungen
- alle Wettbewerbe im griechisch-römischen Stil
- OS = Olympische Spiele, WM = Weltmeisterschaft, EM = Europameisterschaft
- Weltergewicht, bis 1961 bis 73 kg, ab 1962 bis 78 kg Körpergewicht; Mittelgewicht, bis 1961 bis 79 kg, ab 1962 bis 87 kg Körpergewicht